# Завади-Борисувка
Завади-Борисувка (пол. Zawady-Borysówka) — село в Польщі, у гміні Завади Білостоцького повіту Підляського воєводства.
У 1975-1998 роках село належало до Ломжинського воєводства.